# Eemmeer
L'Eemmeer è un lago di confine nei Paesi Bassi. È separato a ovest dal Gooimeer da un doppio ponte stradale dell'autostrada 27. La costa settentrionale fa parte del Flevopolder nella provincia del Flevoland mentre una piccola porzione della costa meridionale fa parte della provincia dell'Olanda Settentrionale e il resto appartiene alla provincia di Utrecht. Sulla stessa costa sfocia il fiume Eem da cui il lago prende il nome. Il limite orientale, in cui diventa il lago Nijkerkernauw, non è fisicamente definito ma si trova approssimativamente dove la via d'acqua si restringe. Infatti in olandese nauw significa stretto.
Al suo interno contiene una piccola isola disabitata denominata Dode Hond (in italiano cane morto).